# Kraken (A Karib-tenger kalózai)
A Kraken egy hatalmas, lábasfejű szörny a Karib-Tenger kalózai c. filmből, akit Davy Jones ébresztett fel a második részben.
Először a Holtak kincse c. részben tűnik fel. A Bolygó Hollandin Davy Jones kelti fel, hogy megtámadja az előtte lévő hajót, amin Will Turner tartózkodik. A teremtmény egy óriás poliphoz hasonlít, hatalmas csápokkal és tűhegyes fogakkal ábrázolják a filmben. Más filmben is feltűnik (A Titánok harca) de itt ábrázolták először polipszerű lényként.

## A Holtak kincse
Első megjelenése a filmben akkor történik mikor Bocskor Bill megjelenik a Fekete Gyöngyön és átadja Jacknek a fekete foltot. Szól neki, hogy Davy Jones kieresztette a mélyből a Krakent. Ez arra ösztönzi Jacket, hogy minél inkább a part felé vegye az irányt. A következő "megjelenése" akkor történik mikor a Fekete Gyöngy előtt megjelenik egy összetört hajó. Will átmegy oda megnézni mi történt, de kiderül hogy ez csapda, az összetört hajót a Kraken támadta meg, és megjelenik Jones, hogy a hajó túlélőit a szolgáivá tegye.

Miután Will megszabadul a Bolygó Hollandiról felszáll egy kereskedelmi hajóra. A hajó előtt feltűnik Davy Jones kalózhajója, ahol Jones szolgái elkezdik felébreszteni a Krakent. Davy Jones követeli, hogy Bocskor Bill is nézze, ahogy ráuszítja a hajóra a szörnyet.
"Legyen átkozott az óra! És ne legyen örvendezés azon! Átkozzuk el a napot mi, akik felébresztjük...a Krakent!"
A Kraken megtámadja a hajót, csápjaival felkúszik rajta és tör-zúz a fedélzeten, megölve sok embert. Will felmászik az árbocra, hogy meneküljön. Hirtelen két hatalmas csáp jelenik meg a hajó mellett. A csápok lesújtanak a hajóra, kettétörve azt. Az emberek a Kraken szájába zuhannak. Will megmenekül a szörny elől, messzebb esik bele a tengerbe. Látja a szörny testét, egy hatalmas tintahal-féle testet. A hajó elsüllyed.
A következő támadása a szörnynek a Gyöngy ellen irányul. Jack Sparrow hajója gyorsabbnak bizonyul a Bolygó Hollandi ellen, így Davy Jones előhívja a Krakent, hogy végezzen a hajóval. Will, akinek már volt alkalma a szörnnyel, elrendeli, hogy készítsék elő az ágyukat. A Kraken megérkezik, ugyanazt a taktikát követve, csápjaival felkúszik a Gyöngy oldalán. Véres küzdelem kezdődik a fedélzeten, az emberek próbálják levágni a csápokat, míg a Kraken is a mélybe rántja az embereket. Az ágyuk eközben készen állnak a tüzelésre, Will kiadja a parancsot és az ágyuk hatalmas darabokat szakítanak ki a csápokból. A Kraken visszasüllyed a mélybe, felkészülve az újabb támadásra.
Kihasználva a békét, a Gyöngyön az összes puskaporos hordót egy helyre gyűjtenek, hogy a megfelelő időben felrobbantják azt. Sikerül az összegyűjtés, azonban megérkezik a Kraken. Először most az ágyukat veszi célba, csápjaival szétrombolja azokat, majd utána kezdi el a fedélzet rombolását. Újabb elkeseredett harc kezdődik, az emberek és a csápok ellen, egyre több kalóz halálát okozva. A puskaporos hordókat megpróbálják felvontatni hálóval, hogy Will odacsalja a szörnyet. Ez sikerül is, a csápok a hordókra tekerednek, Will leugrik és mikor már a hordók esnének ki a hálóból Jack Sparrow az egyikbe tüzel. Hatalmas robbanás rázza meg a Gyönyöt, a csápok darabokra szakadnak, a Krakent ismét sikerül visszaszorítani a mélybe.
Jack elrendeli a hajó elhagyását, tudva hogy a Kraken újra támadni fog. Elizabeth egy csókkal elvonja a kapitány figyelmét és hozzábilincseli az árbochoz, hiszen a szörny csak őt és a fekete foltot követi. A legénység elevez egy csónakban magára hagyva Jacket. Még épp sikerül kiszabadítania a kezét, mikor a szörny utoljára megjelenik. Most az egész száját mutatja meg, benne a tűhegyes fogakkal. Ráordít Jackre, aki cinikus mosollyal üdvözli a szörnyet, majd kardot ránt és beleveti magát a szájába. A szörny elnyeli a hajót és Jack-kel együtt a mélybe rántja.

## A világ végén
A filmben már nem szerepel, csak egy jelentben vizuálisan. Lord Cutler Becket, miután megszerezte a hatalmat Davy Jones és a Bolygó Hollandi felett, megöleti a Krakent Jonesszal, attól tartva, hogy Jones titokban ellene használhatná a gigantikus erejű teremtményt. Abban a jelenetben, mikor egy lakatlan szigetre érkeznek Sparrowék a kimenekítés után, megtalálják a Kraken partra sodródott tetemét.